# 구리하시정
구리하시정(일본어: 栗橋町)은 사이타마현 북동부에 있는 기타카쓰시카군에 속했던 정이다. 면적은 15.78km2이고 인구는 2009년 10월 1일 기준으로 27,253명이다. 도네강을 사이에 두고 이바라키현과 접한다.
에도 시대에는 닛코 가도가 도네 강을 넘는 요지로서 구하바시 관문을 둔 여인숙마을이 있었다. 국도 4호선, 국도 125호선, 지방도로 사이타마 구리하시 선 등의 주요 도로가 교차하는 교통의 중심지이다.

## 지리
간토평야의 거의 중앙부에 위치하고 가조 저지로 불리는 저지가 중심 지형이다. 기타카쓰시카 군의 북단에 위치한다. 도부 닛코 선이 남동부에서 북서부로 종단하고 JR 도호쿠 본선(우쓰노미야 선)이 남서부에서 북동부로 종단한다. 양선은 구리하시역에서 만나거 서로 갈아탈 수 있다. 정역남부를 도호쿠 신칸센이 통과하지만 정내에 역은 없다.
정의 동단, 구 도네 강의 유로의 자연제방 위로 국도 4호선이 남북으로 종단 하고 있다. 중심 시가지 동쪽의 구리하시 교차점에서는 국도 125호선이 서쪽의 가조시, 구마가야시 방면으로 뻗어있다. 또 정 서부에서는 국도 125호선이 사이타마 현 북동부의 교통의 대동맥인 지방도로 3호선 사이타마 구리하시 선이 분기해 남하한다. 그 외에 국도 125호선의 북측을 평행하는 형태로 하뉴시로 통하는 지방도로가 두 개 있다.
중심 시가지는 정의 북쪽, 구리하시 역 주변으로 일찍이 구리하시 숙소가 있던 곳이다. 한 때 구리하시 관문과 구리하시 숙소는 정의 북단 도네 강과 접하는 위치에 있었고 구리하시 역은 거기에서 남서쪽으로 약 1km 떨어져 있다.

## 역사
고대부터 중세까지는 시모사국 가쓰시카 군에 속했다.
- 1889년 4월 1일 - 정촌제 시행과 함께 구리하시 숙소가 구리하시 정이 되었다.
- 1957년 4월 1일 - 구리하시 정, 시즈카 촌, 도요다 촌이 합병해 구리하시 정이 되었다.
- 2010년 3월 23일 - 구키시, 미나미사이타마군 쇼부 정 및 기타카쓰시카군 와시미야 정과의 합병에 의해 폐지되었다.[1]

## 교통

### 철도
- 동일본 여객철도 도호쿠 본선(우쓰노미야 선)
- 도부 철도 닛코 선

### 도로
- 국도 제4호선
- 국도 제125호선

## 참조
1. ↑  (일본어) 久喜市・菖蒲町・栗橋町・鷲宮町の合併が決定しました(구키 시·쇼부 정·구리하시 정·와시미야 정들이 합병됨이 정해졌습니다), 구리하시 정 공식 웹사이트, 2009년 11월 10일[깨진 링크(과거 내용 찾기)]